# Oscar Ekholm (1900–1982)
Oscar Ekholm, född 1900, död 1982. Fotograf med ateljé i Kallinge. Ekholm gick som elev hos Ronnebyfotografen Astrid Carlie mellan 1920–1921. Därefter började han som egen fotograf med bas i hemmet i Kallinge. 1929 öppnade han sin egen dagljusateljé på Norra Smålandsgatan i Kallinge. Byggnaden var liten och bestod av ateljén, ett litet mörkrum och ett mottagningsrum. Efter andra världskriget öppnade även Ekholm en kombinerad foto- och papphandel i Kallinge som han kallade Fotocentralen. Ekholm var flitig som fotograf och tog de flesta typer av fotografier. Den största delen var porträtt men han tog bland annat även skolfoton, passfoton och reklamfoton åt Kockums i Kallinge. Ekholms fotoateljé finns bevarad och visas för allmänheten sedan 1987 som fotomuseum. Ekholms fotoarkiv bevaras på Blekinge museum och en del finns digitaliserat. En film om Ekholm producerades 1981 av Björn Axel Johansson för Sveriges Television Växjö. Johansson har även skrivit artikel om Ekholm i ”Genom linsen - Blekingeboken 2015”.

## Fotnoter
1. ↑  ”Blekinge museums databas.”. Blekinge museum. 21 maj 2024. https://blm.kulturhotell.se/collections/c32-14/. Läst 21 maj 2024.
2. ↑  Eckerbom, Jonas, red (2015). Genom linsen.. sid. 21–53. https://libris.kb.se/bib/17865110